# Mike Karn
Michael 'Mike' Karn (New Rochelle, 12 juli 1966) is een Amerikaanse jazzmuzikant (saxofoon, contrabas) van de modernjazz.

## Biografie
Karn groeide op in Rochester (New York), begon op de middelbare school jazz te spelen, won prijzen als saxofonist in verschillende competities en verscheen in 1984 in het New York High School All State Jazz Ensemble. In hetzelfde jaar begon hij zijn saxofoonstudie in het jazzprogramma van de New York University bij Joe Lovano. Hij trad ook op met het beste ensemble van het jazzprogramma onder leiding van Jim McNeely. Onmiddellijk na zijn afstuderen werd hij lid van de band van Ray Charles (1988/89). Vanaf 1990 werkte hij in het New Yorkse jazzcircuit o.a. met Charles Earland (1997–1999), Harry Connick jr. (meest recent Your Songs in 2009) en Toshiko Akiyoshi. Hij bracht onder zijn eigen naam twee albums uit bij Criss Cross Jazz.
In 2007 begon Karn de contrabas te leren en al snel begeleidde hij Lew Tabackin en Jon Hendricks op dit instrument. Vanaf 2010 was hij bassist in het Vanguard Jazz Orchestra, met wie hij ook door Noord-Amerika, Europa en Japan toerde. In 2012 trad hij op met de Jimmy Heath Big Band in het Lincoln Center (Avery Fisher Hall). In 2015 toerde hij door Japan met Freddy Cole. Hij speelde ook met John Pizzarelli-engagementen in het Birdland en Jazz Standard en in de Washington club Blues Alley. Met hem zijn verschillende albums gemaakt. Hij treedt op bij Smalls met zijn eigen kwartet, waaronder Harry Allen, Konrad Paszkudzki en Mark Taylor.
Tijdens zijn carrière heeft Karn ook gewerkt met George Coleman, Frank Wess, Houston Person, Bob Wilber, Joe Lovano, Bennie Wallace, Walt Weiskopf, Craig Handy, Grant Stewart, Eric Alexander, Ken Peplowski, Harold Mabern, Barry Harris, Johnny O'Neal, Mike LeDonne, David Hazeltine, Michael Weiss, Bucky Pizzarelli, Gene Bertoncini, Peter Bernstein, Jimmy Cobb, Al Foster, Victor Lewis, Lewis Nash en Dennis Mackrel. Tom Lord noemt hem op het gebied van jazz tussen 1988 en 2017 met 23 opnamesessies. Momenteel (2019) leidt Karn een kwartet met Harry Allen, Larry Fuller en Aaron Kimmel. Mike Karn moet niet worden verward met de Britse muzikant Mick Karn.

## Discografie
- 2000: Michael Karn: In Focus (Criss Cross Jazz), met David Hazeltine, Peter Bernstein, Reuben Rogers, Gregory Hutchinson

- Library of Congress Control Number: n2018030934
- Virtual International Authority File: 19152820224700682763
- WorldCat: E39PBJfRDVv3WkFpw668rjVjYP